# Cassandra Ainsworth
Cassandra "Cassie" Ainsworth er en fiktiv karakter fra den engelske tv-serie Skins, der handler om en flok unge fra Bristol, England. Cassie Ainsworth portrætteres af Hannah Murray.
Cassie er dejlige og drømmende, men hun bor i en grusom verden. Hun lider af anoreksi og hemmeligt forelsket Sid, som dog ikke gengiver sin kærlighed til hende.